# Contrada nonna
Nel gergo del Palio di Siena, viene definita "nonna" la contrada che non vince da più tempo.
A tale espressione si associa il termine "cuffia", derivato dall'omonimo copricapo un tempo indossato dalle anziane signore e che, in via metaforica, viene portato dalla contrada nonna finché non torna al successo; quando poi ciò accade, la cuffia viene simbolicamente ceduta alla contrada che suo malgrado si ritrova ad essere il nuovo rione con il più lungo digiuno. Dal termine "cuffia" sono nate le espressioni "scuffiarsi" (relativo alla contrada nonna che torna alla vittoria) e "scuffiare" (detto del fantino e del cavallo che riportano la contrada nonna al successo).
Diventare la nonna è una condizione assolutamente aborrita da qualsiasi contrada; viceversa, per i rioni con una contrada avversaria, che quest'ultima lo diventi è motivo di forte soddisfazione.
Solo due delle diciassette contrade senesi non hanno mai ricevuto almeno una volta la cuffia nella propria storia: l'Oca e la Tartuca.
L'attuale contrada nonna è l'Aquila, che ha ricevuto la cuffia dalla Lupa in occasione della vittoria di quest'ultima al Palio del 2 luglio 2016.

## Storia

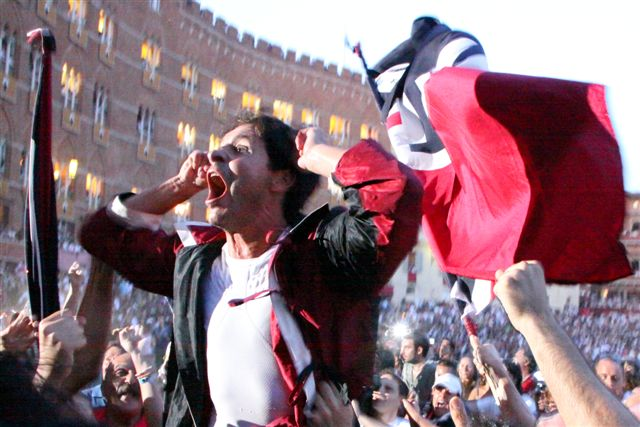
Brio in festa dopo aver riportato alla vittoria e tolto la cuffia alla Civetta il 16 agosto 2009

L'epiteto di "contrada nonna" viene usato fin dai primi del Novecento, tuttavia senza che sia chiaro in quale contesto nacque.
Maggiori certezze, invece, sussistono attorno al termine "cuffia", originatosi nei giorni successivi al Palio del 2 luglio 1934. La vittoria della Civetta rese la Torre, per la prima volta nella propria storia, il rione senese da maggior tempo senza successi: i contradaioli della rivale Oca fecero stampare, in chiave di scherno, un'ironica cartolina raffigurante un elefante (l'animale presente nello stemma della Torre) con in testa una cuffia, seduto in poltrona intento nella filatura, una delle tradizionali attività delle anziane donne di casa del tempo, con una rocca di filato fra le zampe.
Dopo la carriera del 16 agosto seguente, conquistata proprio dall'Oca, un verso del sonetto della vittoria richiamava la suddetta immagine: "Cara Torre per ora non si scappa: ripiglia la tu' cuffia e la tu' rocca".
La metafora della cuffia fu poi utilizzata in tono autoironico dal popolo della Selva in occasione del Palio del 2 luglio 1947. A secco di vittorie dal 1919 e, proprio in quel momento, "nonna" delle contrade dopo il successo torraiolo del 16 agosto 1939, la Selva aveva ricevuto in sorte alla Tratta la cavalla Farfalla, ritenuta una "brenna". In occasione della cena della prova generale, le donne della contrada distribuirono e fecero indossare ai commensali, inclusi i dirigenti, decine di cuffie colorate, consapevoli che il digiuno non si sarebbe interrotto neppure in quell'occasione.
L'uso del termine "cuffia" si consolidò poi in via definitiva a partire dagli anni 1950.

## Statistiche

Gaudenzia dopo la vittoria del 16 agosto 1956, allorché "scuffiò" l'Istrice

In chiave statistica, il Nicchio è considerato la prima contrada ad aver indossato la cuffia, essendo il rione che da più tempo mancava al successo quando l'Aquila, ultima delle attuali contrade a prendere parte al Palio, ottenne la sua prima vittoria il 2 luglio 1719.
Il singolo periodo più lungo da nonna è stato registrato dal Leocorno: 32 anni e 2 giorni, dal 16 agosto 1744 al 18 agosto 1776, per un totale di 55 Palii. Quello più breve è, invece, della Selva: divenuta nonna il 3 luglio 1794, riuscì a vincere il successivo Palio del 17 agosto dello stesso anno, portando la cuffia per appena 45 giorni.
La contrada che ha portato la cuffia per il maggior periodo complessivo è ancora il Leocorno: 47 anni e 48 giorni totali. All'inverso, il Valdimontone è il rione che l'ha indossata per meno tempo: un anno esatto, nell'unico periodo in cui è stato la contrada nonna, dal 16 agosto 1874 al 16 agosto 1875.
L'Aquila, attuale contrada nonna del Palio, è il rione che ha indossato la cuffia per più volte: quattro, incluso il periodo attuale.
Tre contrade sono riuscite a vincere in occasione del primo Palio disputato dopo aver ricevuto la cuffia: la Selva (nella citata vittoria del 17 agosto 1794), il Valdimontone (nell'altresì menzionato successo del 16 agosto 1785)  e la Pantera (il 2 luglio 1963).
Due contrade sono riuscite a scuffiarsi vincendo con il cavallo scosso: l'Aquila, il 2 luglio 1852, e la Selva, il 16 agosto 1953.
La Lupa, nel 2016, è divenuta la prima contrada a compiere l'impresa di togliersi la cuffia e fare cappotto nello stesso anno.
All'opposto, la stessa Lupa e la Giraffa sono le uniche due contrade che, dopo aver fatto cappotto, non hanno più conseguito vittorie per un periodo sufficiente a far loro ricevere la cuffia: la Lupa, dopo il cappotto del 1785, ricevette la cuffia già il 2 luglio 1796, tornando alla vittoria solo il 16 agosto 1809; ancor più lungo fu il digiuno della Giraffa, che dopo il cappotto del 1807 sarebbe tornata alla vittoria solo il 2 luglio 1852, mantenendo fino a tale data la cuffia ricevuta dodici anni prima, il 2 luglio 1840.
Alfonso Menichetti detto Nappa è il fantino che è riuscito più volte a scuffiare una contrada, realizzando l'impresa tre volte: nel 1904 per la Pantera, nel 1906 per l'Aquila e nel 1911 per la Chiocciola.

## Tutte le cuffie
Di seguito sono riportate tutte le cuffie nella storia del Palio a partire dalla data della prima vittoria dell'Aquila, con indicazione anche del fantino e del cavallo con cui la contrada nonna è tornata alla vittoria.
| Contrada     | Dal            | Al             | Periodo da nonna     | Fantino                                 | Cavallo                                |
| ------------ | -------------- | -------------- | -------------------- | --------------------------------------- | -------------------------------------- |
| Nicchio      | 2 luglio 1719  | 2 luglio 1731  | 12 anni e 0 giorni   | Antonio Corgnolini detto Pettinajo      | Baio della Scala                       |
| Pantera      | 2 luglio 1731  | 16 agosto 1744 | 13 anni e 45 giorni  | Domenico Laschi detto Bechino           | Morello del Maddali                    |
| Leocorno     | 16 agosto 1744 | 18 agosto 1776 | 32 anni e 2 giorni   | Angelo Giusti detto Ciocio              | Stornello di Giovanni Battista Santini |
| Giraffa      | 18 agosto 1776 | 3 luglio 1794  | 17 anni e 319 giorni | Matteo Marzi detto Mattio               | Baio chiaro di Giuseppe Gigli          |
| Selva        | 3 luglio 1794  | 17 agosto 1794 | 0 anni e 45 giorni   | Isidoro Bianchini detto Dorino          | Morello di Angiolo Giusti              |
| Aquila       | 17 agosto 1794 | 2 luglio 1796  | 1 anno e 320 giorni  | Tommaso Felloni detto Biggèri           | Morello di Giovanni Baldini            |
| Lupa         | 2 luglio 1796  | 16 agosto 1809 | 13 anni e 45 giorni  | Tommaso Felloni detto Biggèri           | Morello di Domenico Pianigiani         |
| Drago        | 16 agosto 1809 | 2 luglio 1833  | 23 anni e 320 giorni | Giovanni Brandani detto Pipistrello     | Morello di Lorenzo Iacopi              |
| Selva        | 2 luglio 1833  | 2 luglio 1840  | 7 anni e 0 giorni    | Francesco Santini detto Gobbo Saragiolo | Baio scuro di Antonio Rogani           |
| Giraffa      | 2 luglio 1840  | 2 luglio 1852  | 12 anni e 0 giorni   | Agostino Viligiardi detto Cilla         | Morello di Angelo Cicali               |
| Aquila       | 2 luglio 1852  | 15 agosto 1871 | 19 anni e 44 giorni  | Giuseppe Paoli detto Mascherino         | Brizzola (scosso)                      |
| Drago        | 15 agosto 1871 | 16 agosto 1874 | 3 anni e 1 giorno    | Angelo Romualdi detto Girocche          | Storno di Ludovico Pisani              |
| Valdimontone | 16 agosto 1874 | 16 agosto 1875 | 1 anno e 0 giorni    | Antonio Salmoria detto Leggerino        | Baia di Angiolo Franci                 |
| Leocorno     | 16 agosto 1875 | 16 agosto 1883 | 8 anni e 0 giorni    | Leopoldo Pasqualetti detto Sordo        | Morello di Giovanni Carlini            |
| Giraffa      | 16 agosto 1883 | 16 luglio 1887 | 3 anni e 334 giorni  | Genesio Sampieri detto Il Moro          | Farfallina                             |
| Onda         | 16 luglio 1887 | 3 luglio 1892  | 4 anni e 353 giorni  | Ulisse Betti detto Bozzetto             | Baia di Genesio Sampieri               |
| Pantera      | 3 luglio 1892  | 3 luglio 1904  | 12 anni e 0 giorni   | Alfonso Menichetti detto Nappa          | Ida                                    |
| Aquila       | 3 luglio 1904  | 16 agosto 1906 | 2 anni e 44 giorni   | Alfonso Menichetti detto Nappa          | Stornino di Adamo Mattii               |
| Chiocciola   | 16 agosto 1906 | 2 luglio 1911  | 4 anni e 320 giorni  | Alfonso Menichetti detto Nappa          | Stella                                 |
| Civetta      | 2 luglio 1911  | 2 luglio 1934  | 23 anni e 0 giorni   | Corrado Meloni detto Meloncino          | Ruello                                 |
| Torre        | 2 luglio 1934  | 16 agosto 1939 | 5 anni e 45 giorni   | Fernando Leoni detto Ganascia           | Giacchino                              |
| Selva        | 16 agosto 1939 | 16 agosto 1953 | 14 anni e 0 giorni   | Primo Arzilli detto Il Biondo           | Mitzi (scosso)                         |
| Bruco        | 16 agosto 1953 | 2 luglio 1955  | 1 anno e 320 giorni  | Giuseppe Gentili detto Ciancone         | Sturla                                 |
| Istrice      | 2 luglio 1955  | 16 agosto 1956 | 1 anno e 45 giorni   | Francesco Cuttone detto Mezz'etto       | Gaudenzia                              |
| Drago        | 16 agosto 1956 | 16 agosto 1962 | 6 anni e 0 giorni    | Antonio Trinetti detto Canapetta        | Beatrice                               |
| Pantera      | 16 agosto 1962 | 2 luglio 1963  | 0 anni e 320 giorni  | Leonardo Viti detto Canapino            | Eucalipto                              |
| Lupa         | 2 luglio 1963  | 2 luglio 1973  | 10 anni e 0 giorni   | Rosario Pecoraro detto Tristezza        | Panezio                                |
| Leocorno     | 2 luglio 1973  | 17 agosto 1980 | 7 anni e 46 giorni   | Andrea Degortes detto Aceto             | Uana de Lechereo                       |
| Bruco        | 17 agosto 1980 | 16 agosto 1996 | 15 anni e 365 giorni | Salvatore Ladu detto Cianchino          | Rose Rosa                              |
| Torre        | 16 agosto 1996 | 16 agosto 2005 | 9 anni e 0 giorni    | Luigi Bruschelli detto Trecciolino      | Berio                                  |
| Civetta      | 16 agosto 2005 | 16 agosto 2009 | 4 anni e 0 giorni    | Andrea Mari detto Brio                  | Istriceddu                             |
| Lupa         | 16 agosto 2009 | 2 luglio 2016  | 6 anni e 321 giorni  | Jonatan Bartoletti detto Scompiglio     | Preziosa Penelope                      |
| Aquila       | 2 luglio 2016  | in corso       | 9 anni e 43 giorni   |                                         |                                        |

### Totale delle cuffie per contrada
- 4 cuffie

 Aquila

- 3 cuffie

 Drago

 Giraffa

 Leocorno

 Lupa

 Pantera

 Selva

- 2 cuffie

 Bruco

 Civetta

 Torre

- 1 cuffia

 Chiocciola

 Istrice

 Nicchio

 Onda

 Valdimontone

- Nessuna cuffia

 Oca

 Tartuca